# Scammell Pioneer
Le Scammell Pioneer R100 est un véhicule britannique utilisé durant la Seconde Guerre mondiale. Sa version de base est un tracteur d'artillerie conçu pour les pièces les plus lourdes comme l'obusier de 7,2 pouces. Il disposait d'un treuil de 8 tonnes et d'un pont roulant avec palan de 500 kilos. Au début de la guerre, il a été utilisé pour tracter l'obusier de 6 pouces, jusqu'à ce que le tracteur d'artillerie AEC Matador soit disponible en nombre suffisant.

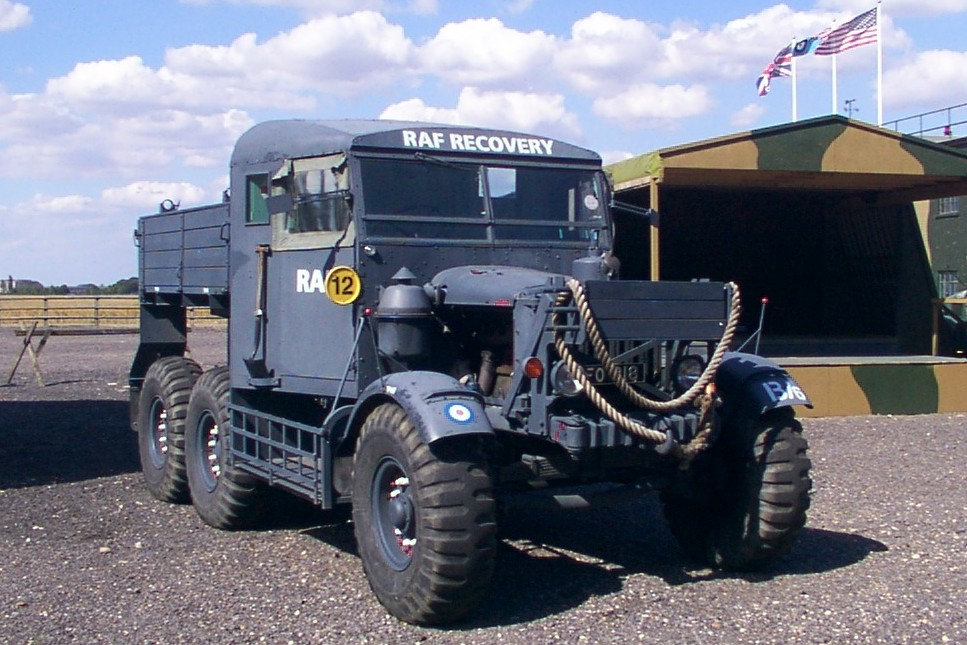
Un Pioneer SV2S restauré (2004).

Sur la base de ce véhicule a été conçu le Scammell Pioneer Semi-trailer, destiné au transport des chars, et deux véhicules de secours munis de grues, les « Tractor Heavy Breakdown 6 x 4 Scammell Pioneer » modèles SV1S et SV2S (ce dernier transformable en half-track).

## Utilisation militaire
À l'exception de l'unique prototype de transport de char de 1932, tous les Pioneer achetés par l'armée britannique disposaient d'un moteur diesel Gardner (en) 6 cylindres de 102 chevaux, distribué aux roues arrière par un entraînement à vitesse constante et équipé d'une prise de force contrôlant un treuil Scammell.

### Tracteur d'artillerie

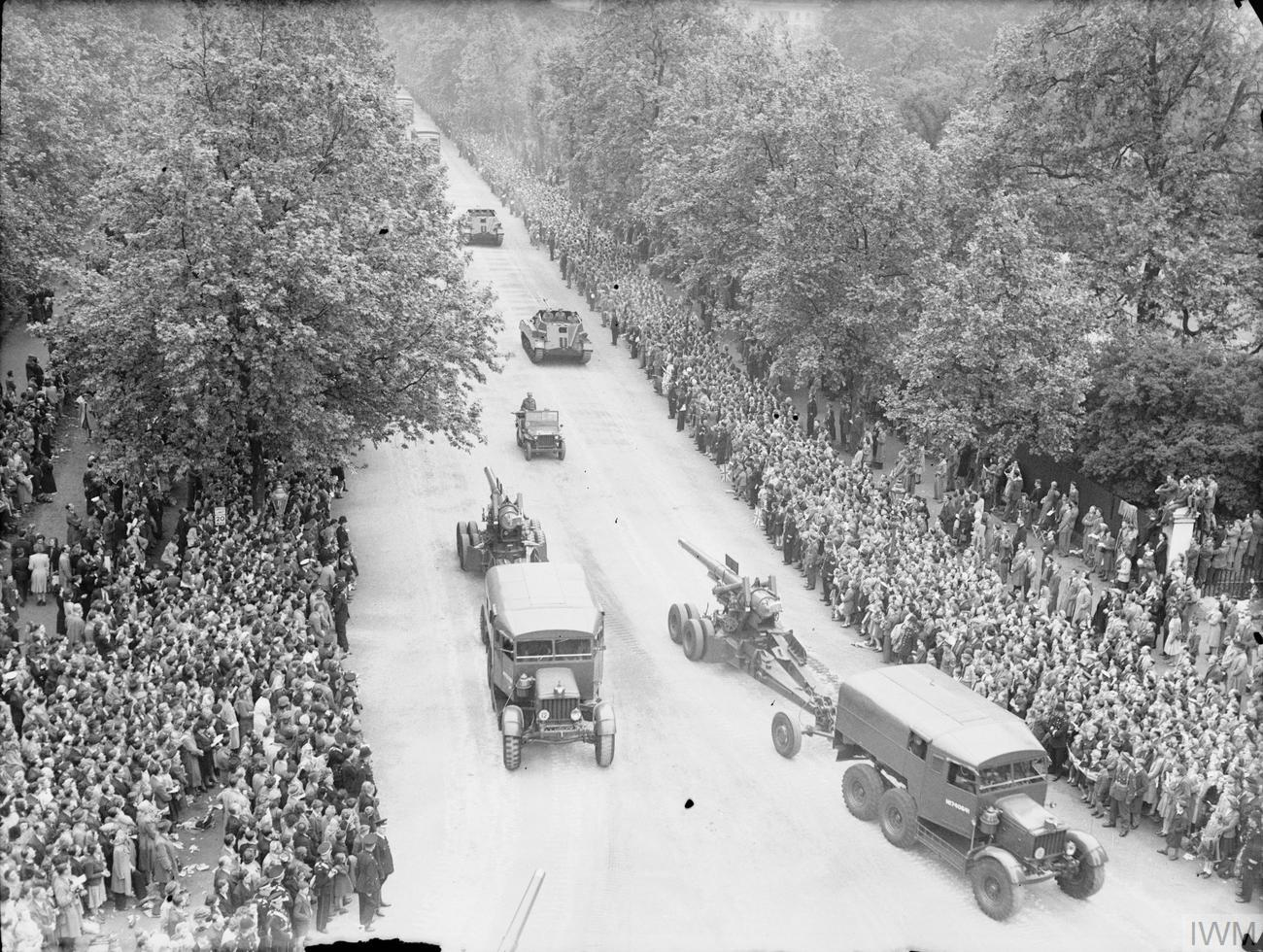
Tracteurs d'artillerie Pioneer lors du défilé de la victoire à Londres en juin 1946.

Introduit en 1935, le tracteur d'artillerie Pioneer R100 a été utilisé durant toute la Seconde Guerre mondiale pour tirer les pièces d'artilleries lourdes et moyenne ; il possédait un logement pour les artilleurs, leurs outils, leur équipement et leurs munitions.
Au début de la guerre, il a été utilisé pour tirer des pièces d'artillerie de campagne de masse intermédiaire comme l'Ordnance BL 60-pounder (en), l'obusier de 6 pouces (en) et même le canon de 4,5 pouces (en) et le canon de 5,5 pouces, jusqu'à ce que l'AEC Matador soit disponible en quantités suffisantes. Parmi les pièces d'artillerie lourde, on compte le BL 6-inch Gun Mk XIX (en), le BL 8-inch howitzer Mk VI – VIII (en), le canon de 155 mm Long Tom et l'obusier de 7,2 pouces.
Beaucoup de ces tracteurs ont été perdus en juin 1940 lors de la Bataille de France, soit détruits par les forces britanniques en retraite, soit capturés par les Allemands.
Scammel a produit 980 Pioneer R100 jusqu'à la fin de la guerre. Ils n'ont jamais été en nombre suffisant et, à partir de la fin 1943, certaines unités ont reçu à la place le tracteur d'artillerie lourd CX22S fabriqué par Albion Motors.

### Véhicule d'assistance

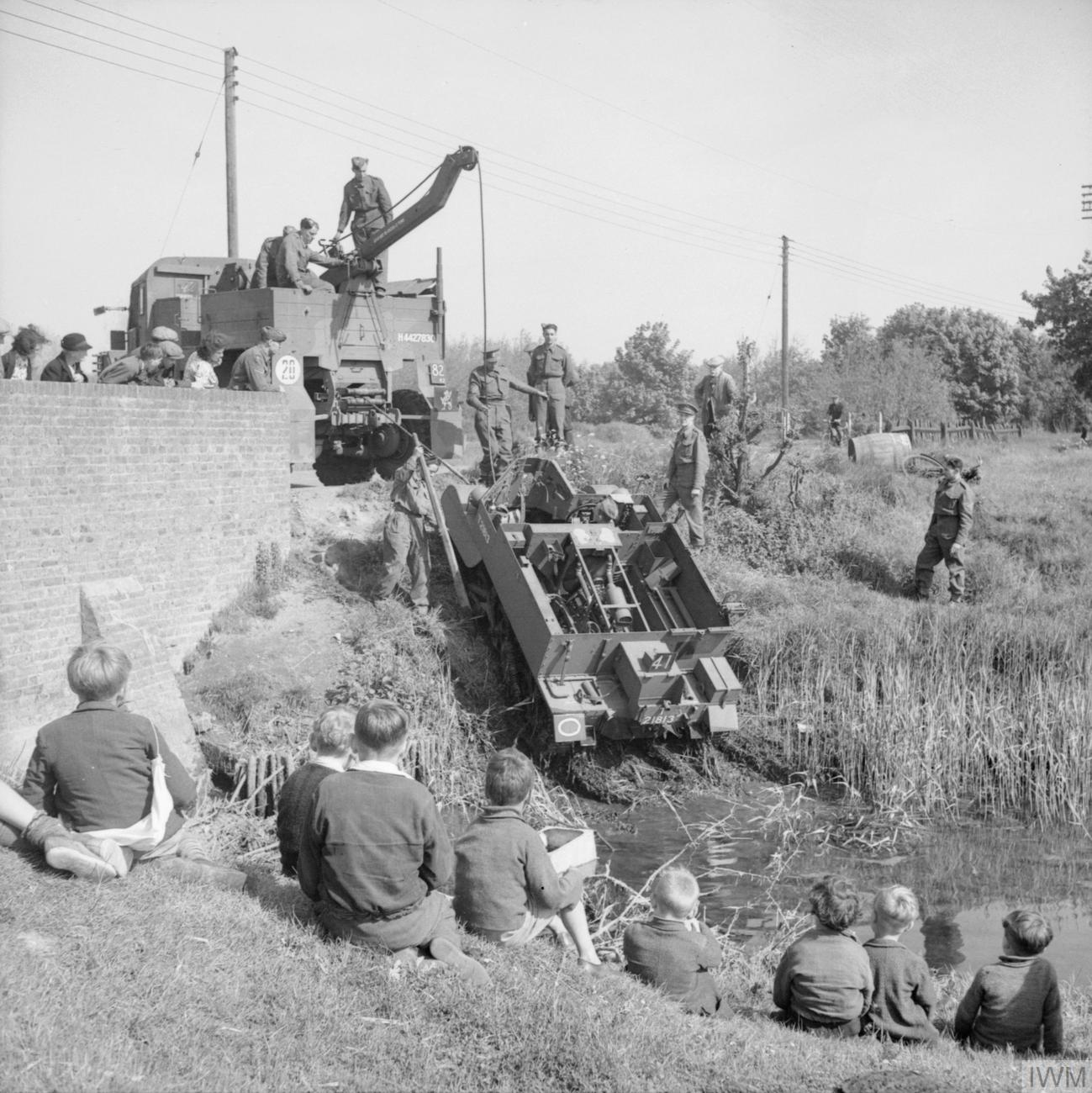
Un Pioneer extrayant un Universal Carrier d'un cours d'eau du Sussex en 1941.

À partir de 1936, l'armée britannique a commencé à recevoir des véhicules d'assistance lourds Pioneer. Les 43 premiers avaient la désignation Pioneer SV1S et Pioneer SV1T, chacun avec une grue dépliable de 3 tonnes et des casiers pour les équipements et les barres de remorquage. La plupart de ces premiers Pioneer ont été perdus en 1940 avec le Corps expéditionnaire britannique.
Le Pioneer SV2S avait une nouvelle grue plus simple qui fournissait une puissance de traction supérieure. Introduit en 1938, ce modèle est resté en production jusqu'à la fin de la guerre, pour 1 975 unités produites.
L'équipement des Pioneer V2S comportait une paire de chenilles qui pouvaient être adaptées sur les deux essieux arrière pour convertir le véhicule en autochenille afin d'améliorer son déplacement sur les sols meubles.
Le dernier véhicule d'assistance Pioneer n'a été retiré du service dans l'armée britannique que dans les années 1980 au Belize.

### Variante pour le transport des chars

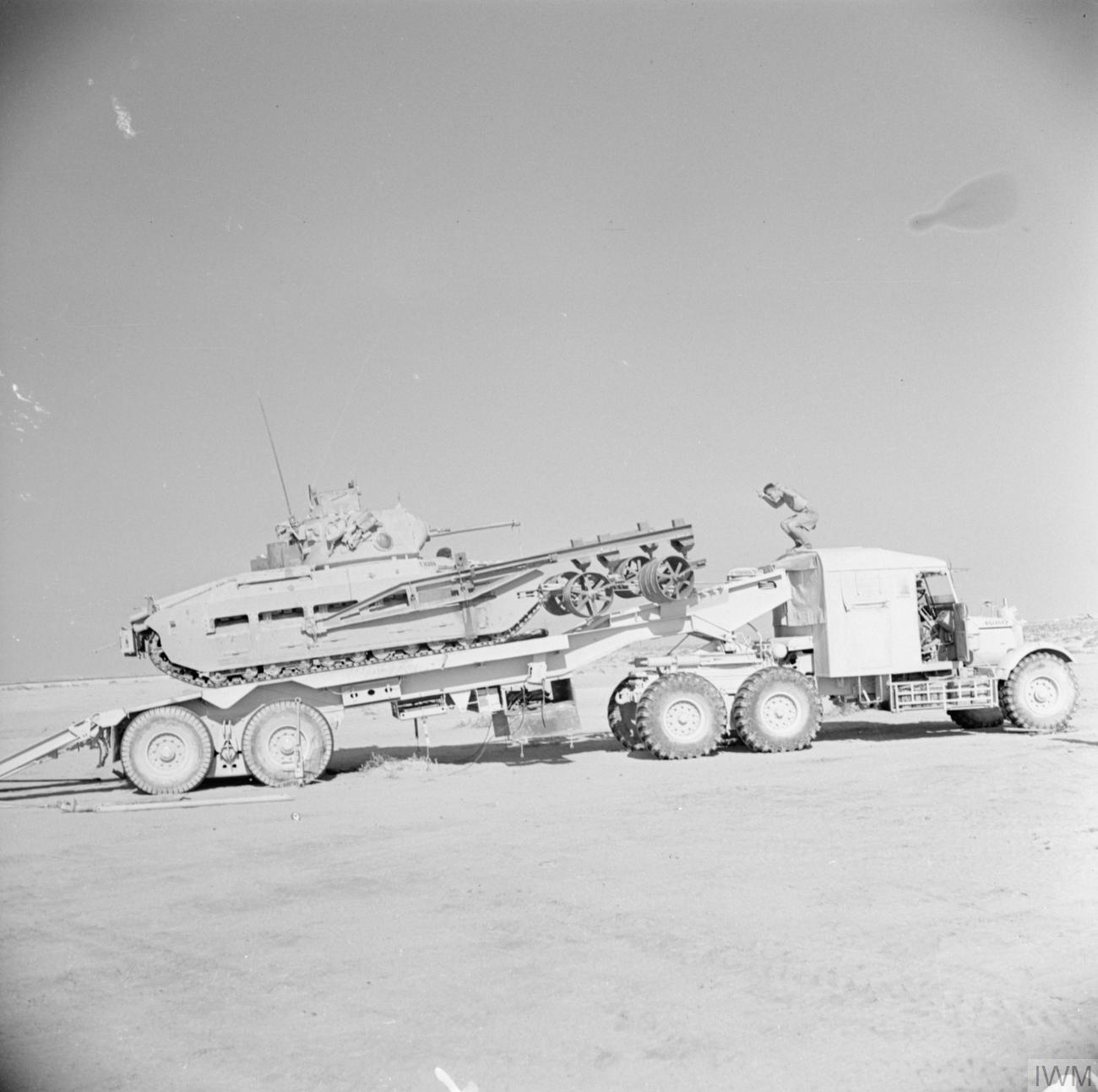
Chargement d'un Char Matilda équipé d'un kit de déminage sur un Scammell en Afrique du Nord, août 1942.

À l'exception d'un prototype en 1932, la livraison de la variante transport de chars n'a commencée qu'en 1937. Le modèle de production possédait un châssis plus long pour accueillir une cabine plus grande pouvant recevoir l'équipage des chars et des roues arrière plus grandes que celles du tracteur d'artillerie et du véhicule d'assistance ; il a reçu le nom Pioneer TRCU20.
Des versions de 20 et 30 tonnes (Pioneer TRMU30/TRCU30) ont été livrées. Dans les deux cas la remorque était plus ou moins fixée au tracteur, contrairement aux semi-remorques démontables des véhicules articulés modernes. Des rampes dépliables permettaient de faire monter le char sur la remorque ; il était également possible de le tirer avec un treuil.
Les Pioneer se sont révélés trop hauts pour passer sous certains ponts du Royaume-Uni avec les chars américains (plus hauts que les britanniques), ce qui a entraîné leur remplacement par le transport de char M19 (en) américain à partir de 1941. Leur production a cependant continué durant toute la guerre, avec 459 unités produites. Après la guerre, la plupart des remorques ont été mis à la casse, les tracteurs ont été gardés pour être utilisés avec d'autres remorques ou vendus dans le civil.

## Utilisation civile
Après-guerre, le Pioneer a été populaire comme tracteur lourd, véhicule de secours et engin forestier jusque dans les années 1980, lorsque des véhicules plus modernes et plus puissants ont fait leur apparition.

## Galerie

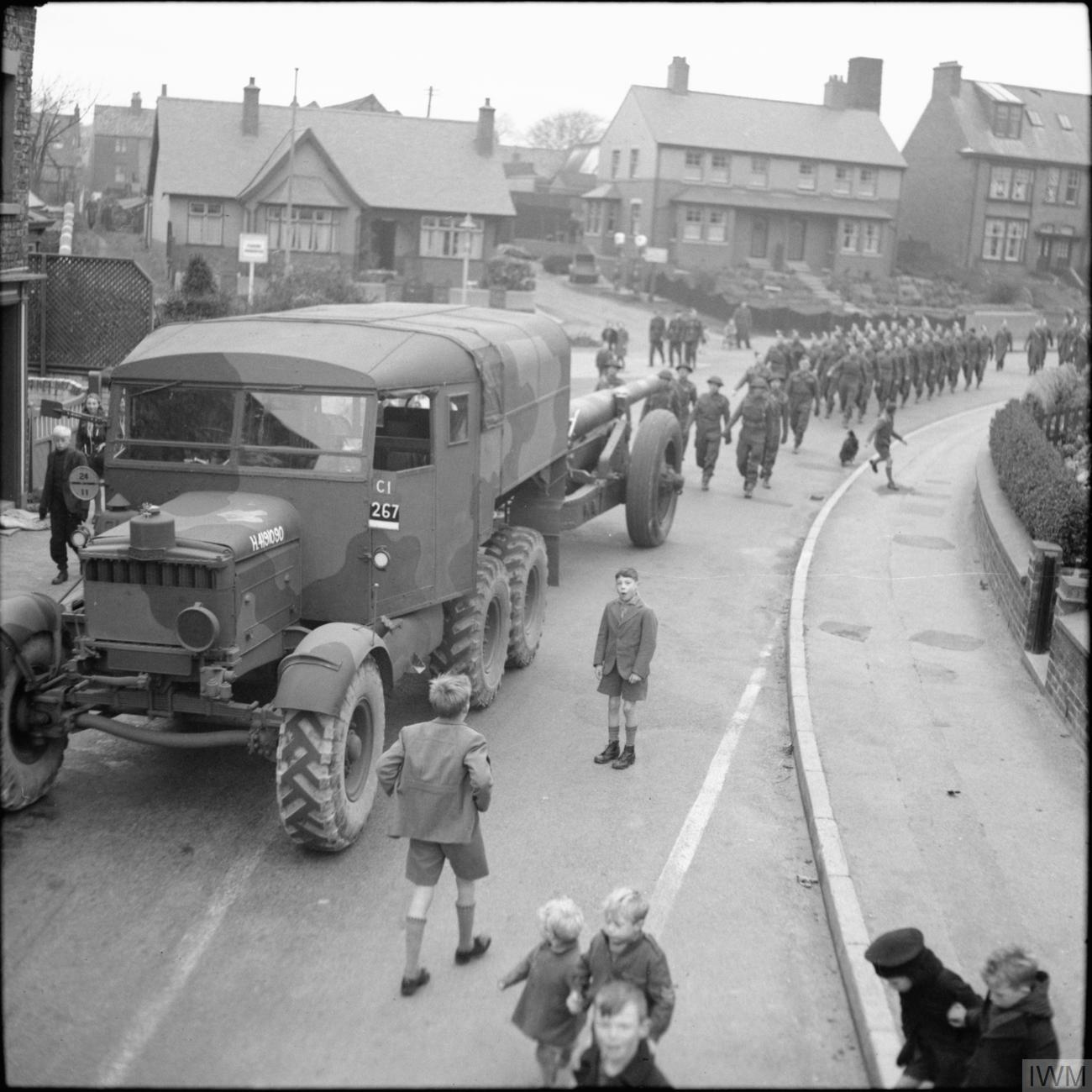
Un Scammel Pioneer dans le Yorkshire en 1941.
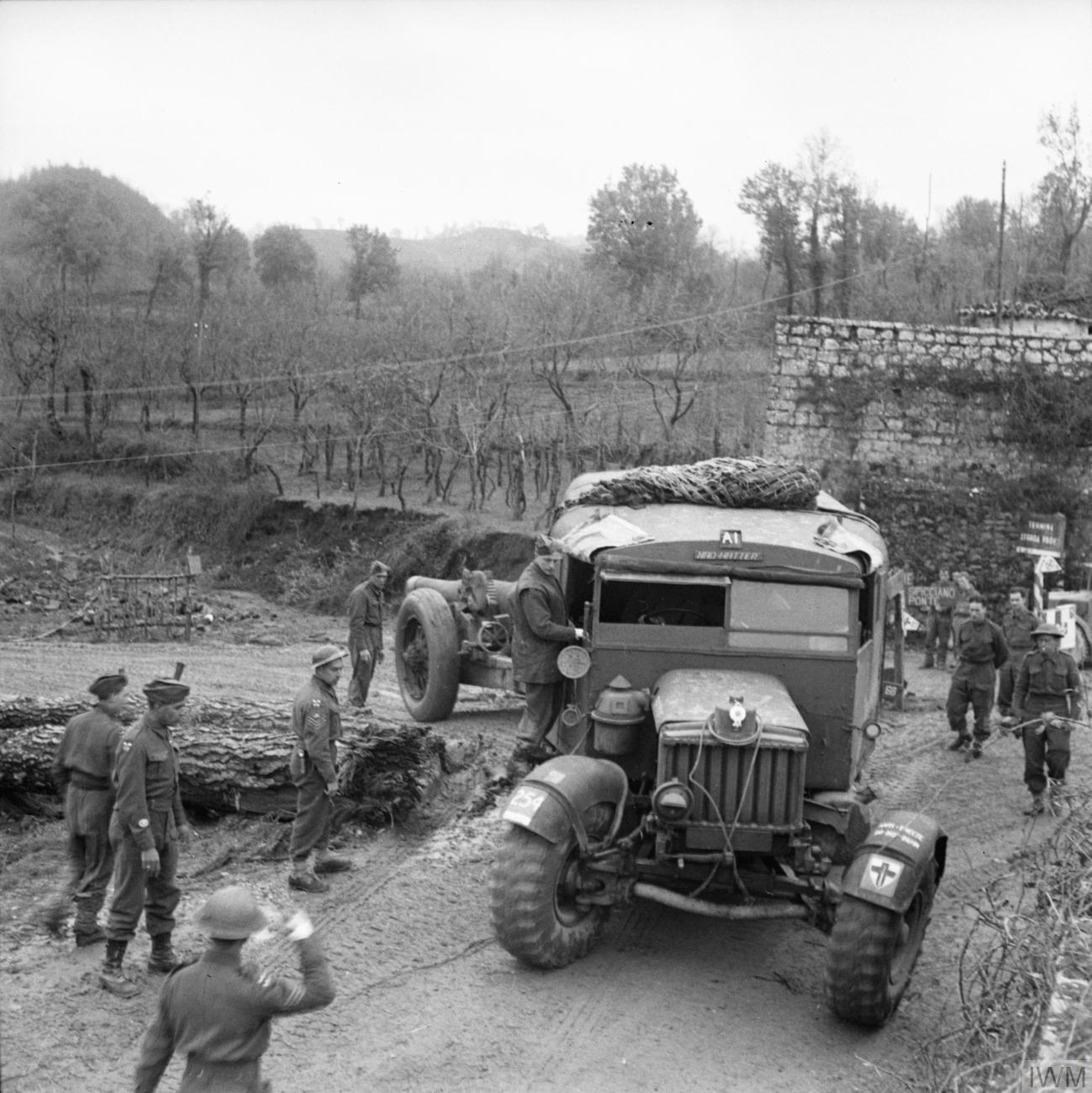
Un Scammel Pioneer en Italie en 1943.
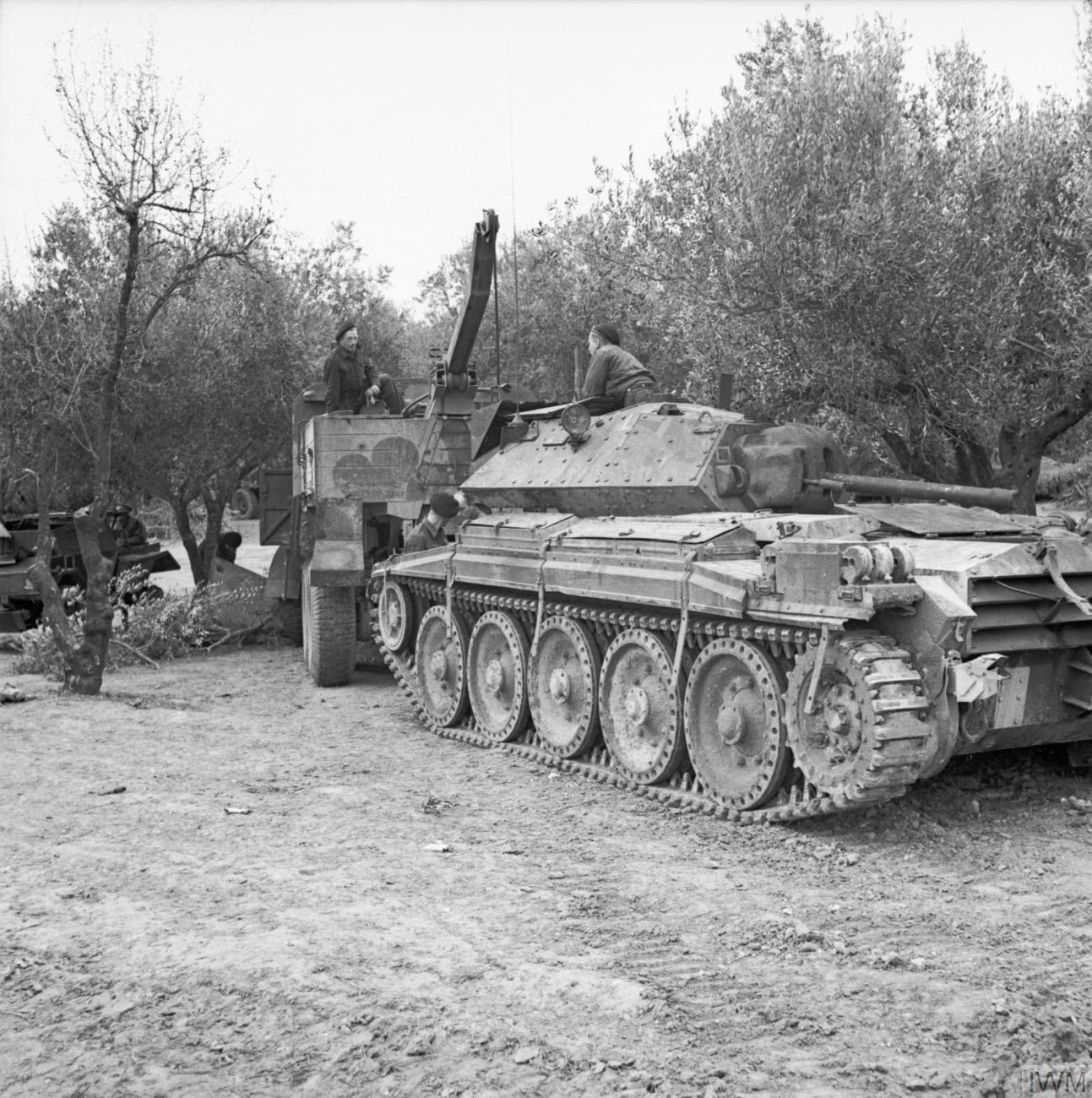
Un véhicule d'assistance Scammell Pioneer traine un char Crusader en panne en Tunisie en 1943.
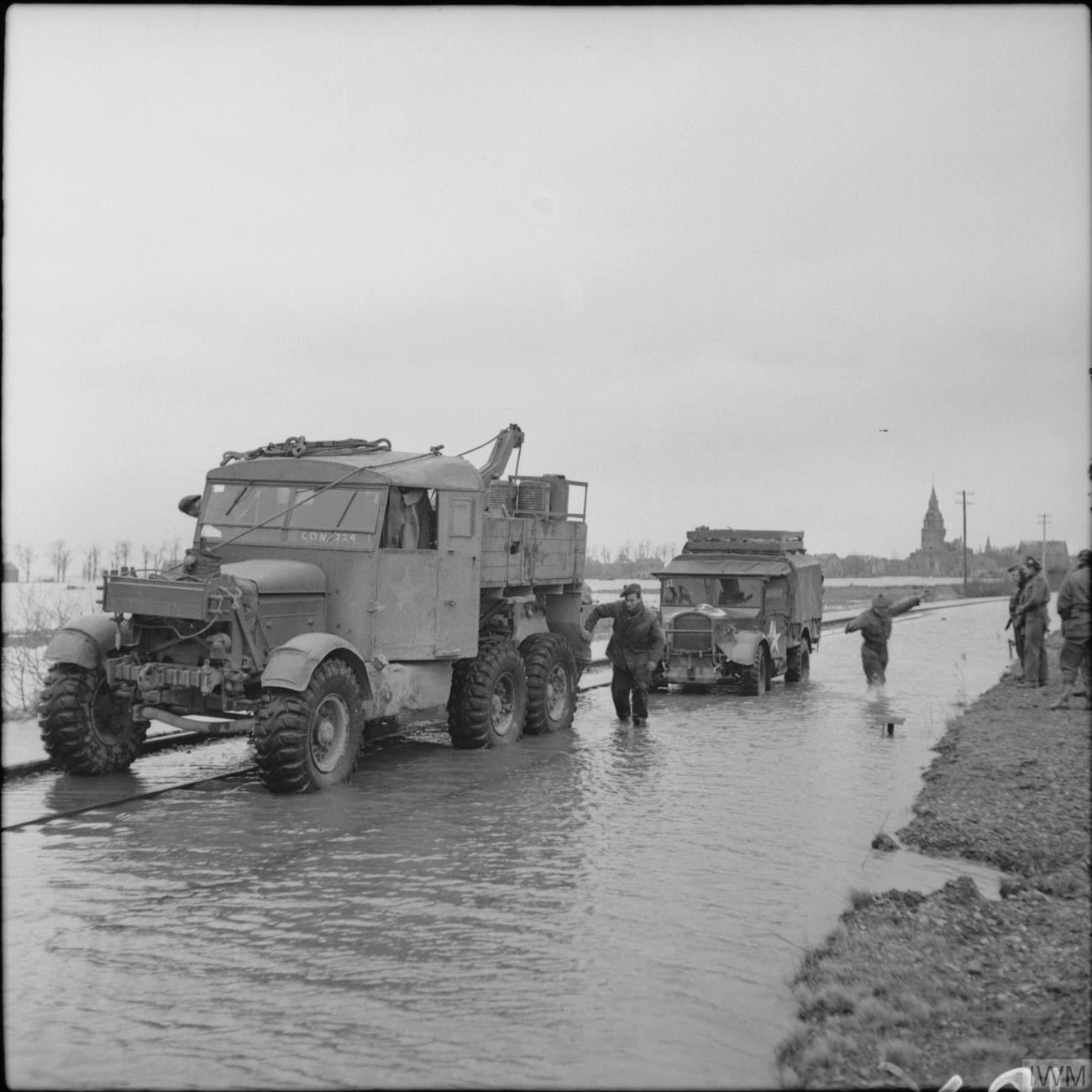
Un véhicule d'assistance Scammell Pioneer en Allemagne en février 1945.
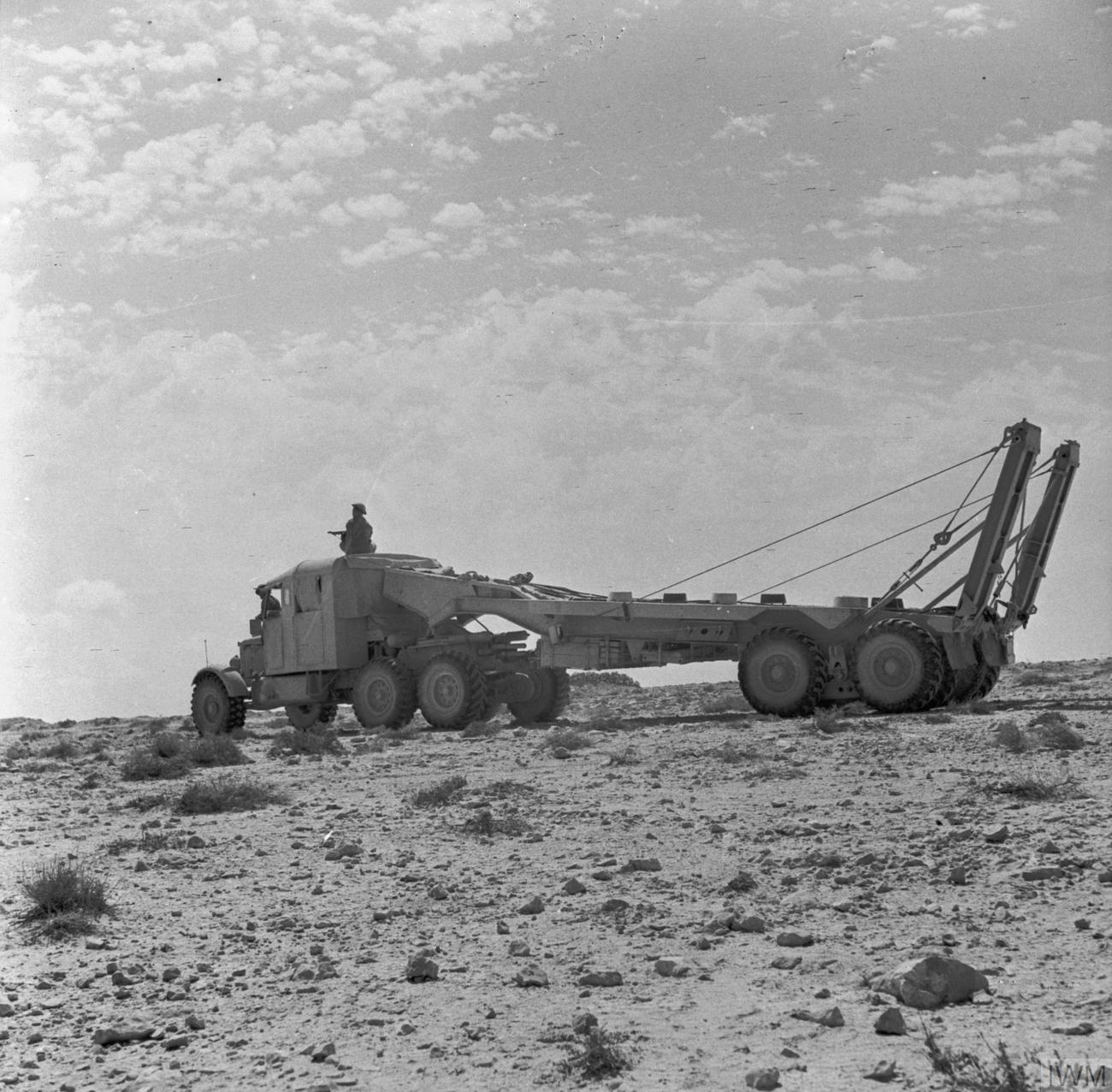
Un transport de chars Scammell Pioneer en Afrique du Nord en juin 1942.
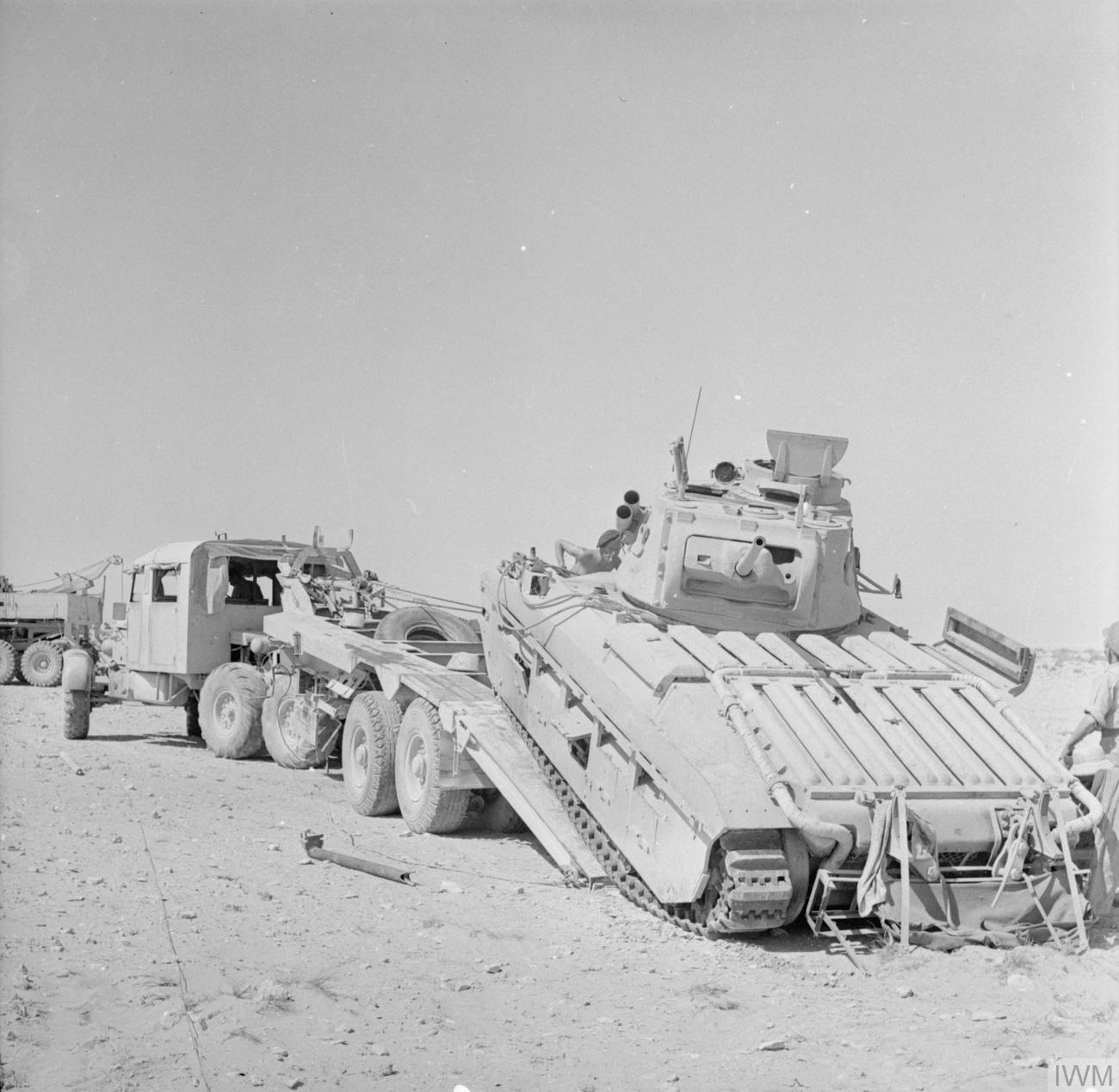
Un transport de chars Scammell Pioneer charge un char Matilda Mark II en Afrique du Nord en août 1942.